# Samuel Hammond
Samuel Hammond (* 21. September 1757 in Farnham Parish, Richmond County, Colony of Virginia; † 11. September 1842 im Grenzgebiet zwischen Georgia und South Carolina) war ein US-amerikanischer Politiker. Zwischen 1803 und 1805 vertrat er den Bundesstaat Georgia im US-Repräsentantenhaus.

## Werdegang
Samuel Hammond wurde noch während der britischen Kolonialzeit geboren. Er besuchte die öffentlichen Schulen seiner Heimat und nahm dann an einem Indianerkrieg teil. Während des Unabhängigkeitskrieges war er Soldat in der Kontinentalarmee. Nach dem Krieg ließ sich Hammond in Savannah (Georgia) nieder. Im Jahr 1796 wurde er Leiter der Landvermessung in diesem Bundesstaat. Außerdem nahm er an einem Krieg gegen die Creek-Indianer teil. 1793 kommandierte er ein Korps der Staatsmiliz von Georgia. Ende der 1790er Jahre wurde Hammond Mitglied der damals von Thomas Jefferson gegründeten Demokratisch-Republikanischen Partei. Zwischen 1796 und 1798 saß er als Abgeordneter im Repräsentantenhaus von Georgia; von 1799 bis 1800 gehörte er dem Staatssenat an.
Bei den staatsweit abgehaltenen Kongresswahlen des Jahres 1802 wurde Hammond für den damals neu geschaffenen vierten Sitz von Georgia in das US-Repräsentantenhaus in Washington, D.C. gewählt, wo er am 4. März 1803 sein neues Mandat antrat. Am 2. Februar 1805, einen Monat vor dem regulären Ende der Legislaturperiode am 3. März 1805, legte Hammond dieses nieder, weil er zum Gouverneur des nördlichen Teils des Louisiana-Territoriums ernannt worden war. Während seiner Zeit im Kongress wurde dort der 12. Verfassungszusatz verabschiedet. Das Staatsgebiet der Vereinigten Staaten wurde durch den von Präsident Jefferson getätigten Louisiana Purchase beträchtlich erweitert.
Hammond übte das Amt des Territorialgouverneurs bis zum Jahr 1824 aus. Zwischenzeitlich war er Steuereinnehmer (Receiver of public moneys) in Missouri und Präsident der Bank of St. Louis. Im Jahr 1824 zog Hammond nach South Carolina, wo er seine politische Laufbahn fortsetzte. Er wurde zunächst Abgeordneter im Repräsentantenhaus von South Carolina. Im Jahr 1825 übernahm er die Leitung der Landvermessungsbehörde dieses Bundesstaates; von 1831 bis 1835 war er als Secretary of State geschäftsführender Beamter der Staatsregierung von South Carolina. In diese Zeit fiel die Nullifikationskrise.
Nach seinem Ausscheiden aus dem Amt des Secretary of State zog sich Samuel Hammond in den Ruhestand zurück; er starb am 11. September 1842 auf einer Farm im Grenzgebiet zwischen Georgia und South Carolina unweit der Stadt Augusta, aber auf dem Gebiet des Staates South Carolina. Er wurde in New Richmond (South Carolina) beigesetzt.